# Nancy Hower

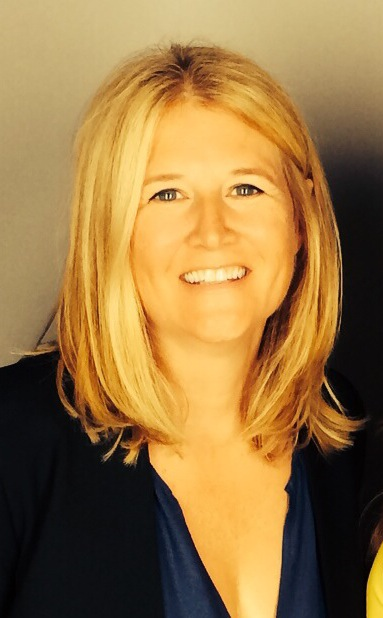
Nancy Hower

Nancy Hower (* 11. Mai 1966 in Wyckoff Township, New Jersey) ist eine US-amerikanische Film- und Theaterschauspielerin sowie Musikerin. Seit 2004 ist sie auch als Filmemacherin tätig.

## Leben und Werk
Nancy Hower wuchs in einer Großfamilie auf. Sie hat sechs Brüder und zwei Schwestern. Bereits in der High School stand sie auf der Bühne, ehe sie an der bekannten Juilliard School Drama studierte. Nach einigen regionalen Auftritten erfolgte ihr Bühnendebüt am Weihnachtsabend 1993, als sie im Manhattan Theatre Club die Rolle der Andrea in The Years verkörperte. Ein Jahr später, 1994, erfolgte ihr Filmdebüt in dem TV-Film Schlaflos.
Howers bekannteste Rolle in einer Fernsehserie war jene der Fähnrich Samantha Wildman in der Science-Fiction-Serie Star Trek: Raumschiff Voyager, eine Figur, die sie in acht Episoden verkörperte.
Parallel zu ihren Arbeiten am Film stand sie immer wieder auf der Bühne, wo sie auch selbst Theaterproduktionen als Regisseurin leitete.
2004 inszenierte Hower Memron, eine Mischung aus Dokumentation und Spielfilm, bei dessen Produktion sie Regie führte, das Drehbuch schrieb, produzierte, die Kamera bediente und cuttete. Die Thematik des Films behandelt den in den USA publik gewordenen Enron-Skandal.
Nancy Hower war zudem Mitglied zweier Bands, die in verschiedenen Nachtclubs von Los Angeles auftraten. Die erste hieß Wench, benannt nach ihrem Spitznamen als Kind (Wenchy), die zweite hieß Stella.

## Filmografie (Auswahl)
- 1994: Schlaflos (Insomnia)
- 1995: Der Marshal (The Marshal, Fernsehserie, 1 Folge)
- 1995–2000: Star Trek: Raumschiff Voyager (Star Trek: Voyager, Fernsehserie, 8 Folgen)
- 1997: Crisis Center (Fernsehserie, 1 Folge)
- 1997: Colin Fitz
- 1997: Der Sentinel – Im Auge des Jägers (The Sentinel, Fernsehserie, 1 Folge)
- 1998: Die Kollision – Inferno am Himmel (Blackout Effect, Fernsehfilm)
- 1998: Tunnel Vision (Kurzfilm)
- 1998: Susan (Suddenly Susan, Fernsehserie, 1 Folge)
- 1999: Last Man on Planet Earth (Fernsehfilm)
- 1999: Standing on Fishes
- 2000: Turbans (Kurzfilm)
- 2006: Lieben und lassen (Catch and Release)
- 2013–2014: Quick Draw (Fernsehserie, 18 Folgen)
- 2016: Those Who Can't (Fernsehserie, 4 Folgen)
- 2023: Zoey 102
- 2024: Elsbeth (Fernsehserie, 2 Folgen)